# Retardant

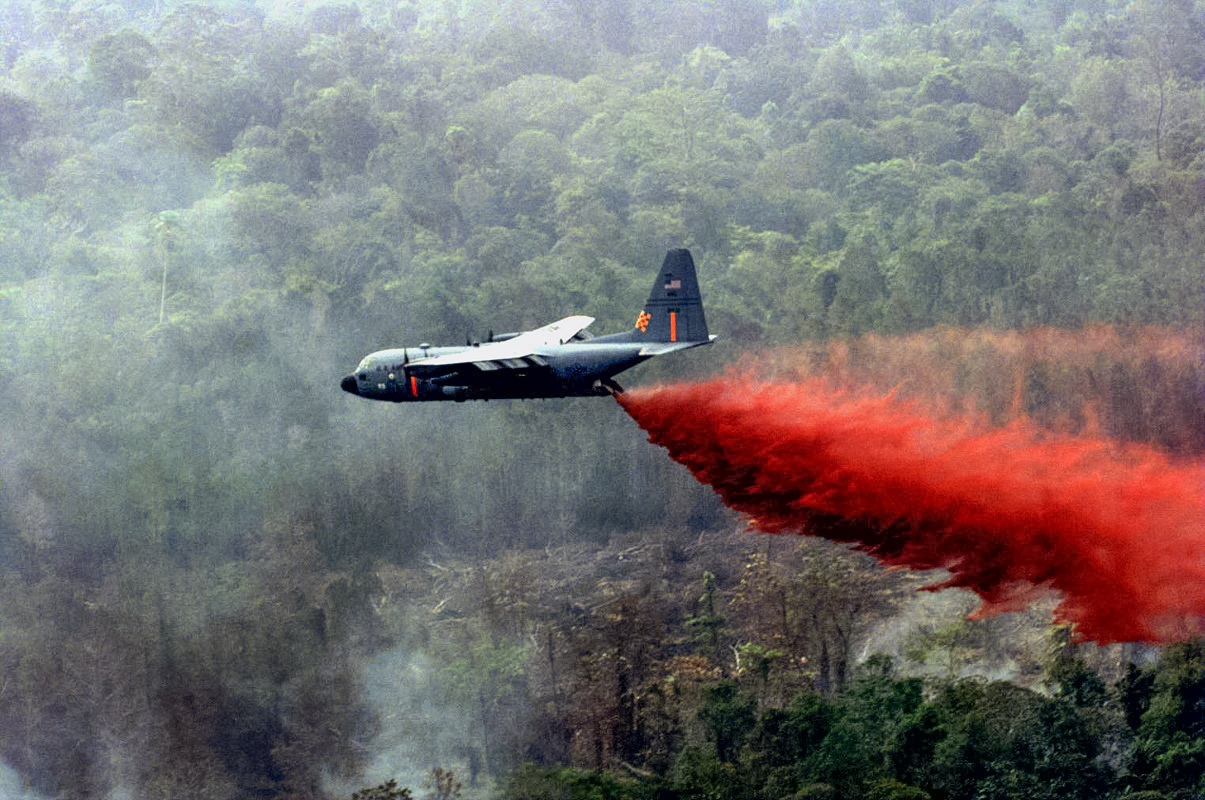
Un Hercules C-130 largue du retardant sur une forêt en Californie (1997).

Un retardant est un produit chimique destiné à freiner la propagation des incendies. Ce terme inclut des substances agissant par voie chimique et physique (telles que les émulseurs et les gels ignifuges). Les retardateurs de feu peuvent également être des revêtements appliqués à un objet sous forme de spray.

## Incendies de forêt
Le retardant est souvent appliqué par largage à partir d'un avion bombardier d'eau ou d'un hélicoptère, mais peut également l’être depuis des engins terrestres.

### Retardant terrestre en France[1]
Les formations militaires de la Sécurité civile disposent de deux détachements d’intervention retardant (DIR) de 32 sapeurs-sauveteurs positionnés durant la saison des feux à Brignoles, Nîmes et Lézignan-Corbières. Ces groupes peuvent appliquer en 90 minutes une ligne de retardant de 10 mètres de large sur 2 kilomètres de long. 
Chaque détachement dispose d’une unité de fabrication et de ravitaillement mobile de produit retardant (UFR) constitué d’un camion-citerne de 18000 litres de retardant pur avec deux autres cuves de 6000 litres d’eau. Le mélange diverge de celui utilisé par les bombardiers d’eau, car il ne contient pas d’argile pour la cohésion et de poudre de rouille pour la couleur. 
Outre l’UFR, chaque détachement est composé de deux véhicules légers tout-terrain, trois camions-citernes feux de forêt super (CCFS) de 6 000 ou de 8 000 litres, un camion ravitailleur feux de forêts (CCGC) de 12 ou 14 500 litres, d’un poids lourd logistique et d’un camion pionnier.

## Principes de fonctionnement
En général, les retardateurs de flamme réduisent l'inflammabilité, soit en bloquant physiquement le feu, soit en déclenchant une réaction chimique qui arrête le feu.

### Action physique
Il existe plusieurs façons dont le processus de combustion peut être retardé par une action physique :
- par refroidissement : certaines réactions chimiques refroidissent le matériau ;
- en formant une couche protectrice qui empêche l'inflammation du matériau sous-jacent ;
- par dilution : certains retardateurs libèrent de l'eau et/ou du dioxyde de carbone en brûlant. Cela peut diluer suffisamment les radicaux dans la flamme pour qu'elle s'éteigne.

Les additifs ignifuges couramment utilisés incluent des mélanges de huntite et d'hydromagnésite, de l'hydroxyde d'aluminium et de l'hydroxyde de magnésium. Lorsqu'il est chauffé, l'hydroxyde d'aluminium se déshydrate pour former de l'oxyde d'aluminium (alumine, Al2O3), libérant de la vapeur d'eau dans le processus. Cette réaction absorbe une grande chaleur, refroidissant le matériau dans lequel elle est incorporée. En outre, le résidu d'alumine forme une couche protectrice sur la surface du matériau. Les mélanges de huntite et d'hydromagnésite fonctionnent d'une manière similaire. Ils se décomposent de manière endothermique en libérant de l'eau et du dioxyde de carbone,, donnant des propriétés ignifuges,, aux matériaux auxquels ils sont incorporés.